# پیا دگرمارک
پیا دگرمارک (سوئدی: Pia Charlotte Caminneci Degermark؛ زادهٔ ۲۴ اوت ۱۹۴۹) یک هنرپیشه اهل سوئد است. پیا دگرمارک جایزه بهترین بازیگر زن جشنواره کن سال ۱۹۶۷ میلادی را برای بازی در فیلم الویرا مادیگان دریافت کرد.
از فیلم‌های او می‌توان به به دنبال جنگ شیشه‌ای اشاره نمود.